# Leviathan (Sea World)
Leviathan in Sea World (Surfers Paradise, Queensland, Australien) ist eine Holzachterbahn des Herstellers Martin & Vleminckx, die am 2. Dezember 2022 eröffnet wurde.
Die von The Gravity Group konstruierte Strecke ist 1000 m lang, 32 m hoch und erreicht eine Höchstgeschwindigkeit von 80 km/h. Sie ist neben Scenic Railway im Luna Park eine von nur zwei existierenden Holzachterbahnen des australischen Kontinents. Außerdem ist sie nach DC Rivals HyperCoaster in der Warner Bros. Movie World und Steel Taipan in Dreamworld die drittlängste aller Achterbahnen (Holz- und Stahlachterbahnen) des australischen Kontinents.

## Züge
Leviathan besitzt zwei Züge des Herstellers Gravitykraft Corporation mit jeweils zwölf Wagen. In jedem Wagen können zwei Personen (eine Reihe) Platz nehmen. Als Besonderheit ist die letzte Reihe beider Züge umgedreht, sodass die Fahrgäste rückwärts fahren.